# Nazionale femminile di pallavolo della Bielorussia
La nazionale femminile di pallavolo della Bielorussia è una squadra europea composta dalle migliori giocatrici di pallavolo della Bielorussia ed è posta sotto l'egida della Federazione pallavolistica della Bielorussia.

## Rosa
Segue la rosa delle giocatrici convocate per il campionato europeo 2021.
| N° | Nome                  | Ruolo | Data di nascita   | Squadra             |
| -- | --------------------- | ----- | ----------------- | ------------------- |
| -  | Stanislav Salikov     | All   | 12 marzo 1974     | Minčanka            |
| 1  | Viktoryia Haniyeva    | L     | 26 aprile 1996    | Minčanka            |
| 3  | Nadežda Stoljar       | C     | 11 gennaio 1996   | Minčanka            |
| 4  | Anastasiya Kananovich | P     | 1º maggio 1993    | Minčanka            |
| 6  | Anastasija Harėlik    | S     | 20 marzo 1991     | Leningradka         |
| 7  | Alena Fedorinčik      | L     | 3 luglio 1993     | Minčanka            |
| 8  | Ekaterina Sokol'čik   | S     | 27 luglio 1993    | Leningradka         |
| 9  | Nadzeya Vladyka       | C     | 2 gennaio 1992    | Minčanka            |
| 11 | Hanna Klimec          | O     | 4 marzo 1998      | Dinamo Mosca        |
| 15 | Tat'jana Markevič     | S     | 25 marzo 1988     | Minčanka            |
| 16 | Vera Kastsiuchyk      | O     | 27 settembre 2000 | Uraločka            |
| 17 | Anastasiya Shash      | P     | 6 giugno 1996     | Minčanka            |
| 18 | Hanna Hryškevič       | S     | 8 febbraio 2000   | Pro Victoria        |
| 20 | Darya Ionava          | C     | 29 agosto 1989    | Kamunal'nik Mahilëŭ |
| 21 | Alena Laziuk          | C     | 24 luglio 1990    | Kamunal'nik Mahilëŭ |

## Risultati

### Competizioni CEV
| 1949 | non esistente   | -            |
| 1950 | non esistente   | -            |
| 1951 | non esistente   | -            |
| 1955 | non esistente   | -            |
| 1958 | non esistente   | -            |
| 1963 | non esistente   | -            |
| 1967 | non esistente   | -            |
| 1971 | non esistente   | -            |
| 1975 | non esistente   | -            |
| 1977 | non esistente   | -            |
| 1979 | non esistente   | -            |
| 1981 | non esistente   | -            |
| 1983 | non esistente   | -            |
| 1985 | non esistente   | -            |
| 1987 | non esistente   | -            |
| 1989 | non esistente   | -            |
| 1991 | non esistente   | -            |
| 1993 | 8º posto        | Convocazioni |
| 1995 | 8º posto        | Convocazioni |
| 1997 | 12º posto       | Convocazioni |
| 1999 | non qualificata | -            |
| 2001 | non qualificata | -            |
| 2003 | non qualificata | -            |
| 2005 | non qualificata | -            |
| 2007 | 16º posto       | Convocazioni |
| 2009 | 14º posto       | Convocazioni |
| 2011 | non qualificata | -            |
| 2013 | 12º posto       | Convocazioni |
| 2015 | 9º posto        | Convocazioni |
| 2017 | 7º posto        | Convocazioni |
| 2019 | 22º posto       | Convocazioni |
| 2021 | 14º posto       | Convocazioni |
| 2023 | non qualificata | -            |

| 2009 | non qualificata | -            |
| 2010 | non qualificata | -            |
| 2011 | 7º posto        | Convocazioni |
| 2012 | non qualificata | -            |
| 2013 | non qualificata | -            |
| 2014 | non qualificata | -            |
| 2015 | non qualificata | -            |
| 2016 | 7º posto        | Convocazioni |
| 2017 | 6º posto        | Convocazioni |
| 2018 | 6º posto        | Convocazioni |
| 2019 | 3º posto        | Convocazioni |
| 2021 | 7º posto        | Convocazioni |
| 2022 | non qualificata | -            |
| 2023 | non qualificata | -            |